# Perches-de-Bonnet
Perches-de-Bonnet (en criollo haitiano, Pèchdibonè) es una sección de comuna que forma parte de la comuna haitiana de Milot.

## Demografía
| Gráfica de evolución demográfica de Perches-de-Bonnet entre 2009 y 2015 |
|                                                                         |

Los datos demográficos contemplados en este gráfico de la sección de comuna de Perches-de-Bonnet son estimaciones que se han cogido para los años 2009, 2012 y 2015 de la página del Instituto Haitiano de Estadística e Informática (IHSI). 